# Municipio de Winnebago Nebraska)
El municipio de Winnebago (en inglés: Winnebago Township) es un municipio ubicado en el condado de Thurston en el estado estadounidense de Nebraska. En el año 2010 tenía una población de 1922 habitantes y una densidad poblacional de 11,55 personas por km².

## Geografía
El municipio de Winnebago se encuentra ubicado en las coordenadas 42°14′5″N 96°26′39″O / 42.23472, -96.44417. Según la Oficina del Censo de los Estados Unidos, el municipio tiene una superficie total de 166.48 km², de la cual 164,24 km² corresponden a tierra firme y (1,35 %) 2,24 km² es agua.

## Demografía
Según el censo de 2010, había 1922 personas residiendo en el municipio de Winnebago. La densidad de población era de 11,55 hab./km². De los 1922 habitantes, el municipio de Winnebago estaba compuesto por el 9,26 % blancos, el 0,16 % eran afroamericanos, el 87,57 % eran amerindios, el 0,1 % eran asiáticos, el 0,05 % eran de otras razas y el 2,86 % eran de una mezcla de razas. Del total de la población el 3,43 % eran hispanos o latinos de cualquier raza.